# Maxis
Maxis là một nhà phát triển trò chơi điện tử Mỹ và một bộ phận của Electronic Arts (EA).  Studio được thành lập vào năm 1987 bởi Will Wright và Jeff Braun, và được EA mua lại vào năm 1997. Maxis được biết đến nhiều nhất với các trò chơi mô phỏng, bao gồm The Sims, Spore và SimCity.
Đa số các game do Maxis phát triển thuộc về dòng game mô phỏng. Ngoài ra, Maxis còn phát hành một số game do các nhà sản xuất khác như A-Train (1992), SimTower (1994).
Studio của Maxis ở Emeryville đã đóng cửa vào tháng 3 năm 2015, để chuyến đến các Studio của EA.

## Lịch sử
Maxis được thành lập vào năm 1987 bởi Will Wright và Jeff Braun, sản xuất game SimCity ra thị trường PC. Trước đó, game chỉ xuất hiện trên dòng máy Comodore 64, rất ít nhà phát hành ngtmngcó hứng thú port game vì SimCity không phải là mộ game truyền thống có một nhiệm vụ rõ ràng. Sau đó, SimCity đã trở thành một trong những game nổi tiếng và thành công nhất mọi thời đại. Dòng game SimCity sau đó đã tạo nên những phiên bản nối tiếp, nổi bật nhất là SimCity 2000.
Sau sự thành công của dòng game SimCity, Maxis đã thử rất nhiều game mô phỏng khác nhau, như SimAnt, SimFarm, SimEarth, SimLife, SimTower, SimIsle và SimHealth.
Ngoài ra, Maxis đã từng phát hành một số game không thuộc thể loại mô phỏng như RoboSport vào năm 1991 hay 3D Pinball cho Windows vào năm 1995. Vào tháng 6 năm 1995, Maxis trở thành một công ty đại chúng.
Năm 1997, Maxis xác nhận được mua lại bởi Electronic Arts.

## Các sản phẩm nổi bật

### Dòng game SimCity
SimCity là sản phầm đầy tay của Maxis và là người tiên phong tạo game không có mục tiêu cụ thể, nghĩa là không thể thắng hay thua. Người chơi đóng vai một thị trưởng với nhiệm vụ phát triển một thành phố từ một ngôi làng nhỏ thành một siêu đô thị.
Dòng game bao gồm sáu game chính (SimCity, SimCity 2000, SimCity 3000, SimCity 4, SimCity Societies và SimCity (trò chơi năm 2013)) và ba game spin-off (SimCity: The Card Game, SimCopter và Streets of SimCity).

### Dòng game The Sims
Sản phẩm thành công nhất của Maxis chính là The Sims (2000). The Sims đã trở thành một trong những game bán chạy nhất mọi thời đại. Người chơi điều khiển những nhân vật trong một gia đình và giúp họ phát triển cuộc sống, sự nghiệp và các mối quan hệ. Maxis đã tạo ra 7 phiên bản mở rộng cũng như một phiên bản trực tuyến (The Sims Online). Từ năm 2006, quá trình phát triển game và những phần mở rộng của nó chuyển sang cho The Sims Studio, khi mà Studio ở Emeryville tập trung phát triển game Spore.
Dòng game bao gồm bốn game chính (The Sims, The Sims 2, The Sims 3, The Sims 4). Vào thời điểm phần thứ ba của dòng game được phát triển, Maxis dừng sản xuất game The Sims. Vào năm 2012, EA tái tổ chức The Sims Studio và sáp nhập vào với cái tên EA Maxis.

### Spore
Spore là một game mô phỏng kết hợp phiêu lưu, được phát hành vào tháng 9 năm 2008. Người chơi có thể tạo giống loài của mình, bắt đầu từ giai đoạn đơn bào cho đến khi thành lập một mạng lưới trong vũ trụ. Mục tiêu của trò chơi là tạo nên tri thức để tạo ra những con tàu vũ trụ. Đây là một trong số ít những game của Maxis có mục tiêu trong cốt truyện. Ngoài năm mục tiêu nhỏ được đặt ra ở mỗi giai đoạn của trò chơi còn có một mục tiêu lớn là tiến vào trung tâm của vũ trụ.